# Lijst van personages uit Gossip Girl
Dit is een lijst van personages van de Amerikaanse televisieserie Gossip Girl. De serie is gebaseerd op de gelijknamige boekenreeks van schrijfster Cecily von Ziegesar.

## Hoofdrolspelers
| Personage              | Acteur           | Biografie | Seizoen(en) | Afleveringen (#) |
| ---------------------- | ---------------- | --- | ----------- | ---------------- |
| Serena van der Woodsen | Blake Lively     | Serena was ooit het populairste meisje van school en kon niet zonder haar drank en drugs. Op een dag verliet ze de Upper East Side voor een internaat, maar is nu teruggekeerd. Haar vriendschap met Blair is compleet verwoest. Ook begint ze uit te gaan met Dan, waar ze uiteindelijk een relatie mee krijgt.                                                                                           | 1-6         | 121              |
| Blair Waldorf          | Leighton Meester | Blair is een populair lid van het leven in de bovenklasse. Als Serena terugkeert na een jaar lang weggeweest te zijn, vreest ze voor haar populariteit. Ze heeft al een lange periode een relatie met Nate, maar groeit ook naar Chuck toe. | 1-6         | 121              |
| Dan Humphrey           | Penn Badgley     | Dan is een tiener die op school niet opvalt. Hij is de oudere broer van Jenny en zoon van Rufus en heeft een oogje op Serena. Nadat hun relatie is afgelopen besluiten ze vrienden te blijven. | 1-6         | 121              |
| Nate Archibald         | Chace Crawford   | Nate is de populairste jongen van de school die op zowel Blair als Serena verliefd is. De keuzes die hij maakt zijn meestal onder dwang van zijn vader, die het leven van Nate al helemaal uitgepland heeft. Als zijn relatie met Blair ophoudt toont hij interesse in Vanessa Ambrams. Nadat hij weer contact heeft met zijn grootvader zet hij Vanessa aan de kant en begint weer een relatie met Blair. | 1-6         | 121              |
| Jenny Humphrey         | Taylor Momsen    | Jenny is de kleine zus van Dan en een eerstejaars op school. Ze wil niets liever dan populair worden. Als ze na een stage bij Eleanor een eigen kledinglijn start heeft dat desastreuze gevolgen. Haar beste vriend is Eric van der Woodsen. | 1-4         | 80               |
| Chuck Bass             | Ed Westwick      | Chuck is een manipulatieve cynicus die overigens een grote rokkenjager is. Hij houdt van feesten en de regels overtreden en accepteert geen nee als antwoord. Hij wordt verliefd op Blair, maar is bang om een relatie te beginnen. | 1-6         | 121              |
| Vanessa Abrams         | Jessica Szohr    | Vanessa is de voormalig beste vriendin van Dan die terug in zijn leven komt om hem te verleiden. Zijn vriendin Serena is hier minder blij mee. Ze wordt verliefd op Nate Archibald en begint met hem een relatie. | 1-4         | 43               |
| Lily van der Woodsen   | Kelly Rutherford | Lilian van der Woodsen is de veelvoudig gescheiden moeder van Serena en Eric. Ze is een voormalig groupie van Dans vader Rufus. In seizoen 3 trouwt ze met hem. Ze is de weduwe van Bart Bass. | 1-6         | 51               |
| Rufus Humphrey         | Matthew Settle   | Rufus Humphrey is de vader van Dan en Jenny. Hij is een voormalig rockster en is tegenwoordig de eigenaar van een kunstgalerie. Hij en Lily van der Woodsen hebben samen een verleden. | 1-6         | 51               |
| Gossip Girl            | Kristen Bell     | De voice-over van de serie die een eigen weblog bijhoudt, waarop roddels van de scholieren worden geplaatst. | 1-6         | 121              |

## Terugkerende personages
| Personage                      | Acteur/actrice                           | Biografie | Seizoen(en) | Afleveringen (#) |
| ------------------------------ | ---------------------------------------- | --- | ----------- | ---------------- |
| Dorota Kishlovsky              | Zuzanna Szadkowski                       | Dorota is de huishoudster in het huis van de Waldorfs en is een moederfiguur voor Blair. | 1-6         | 33               |
| Eric van der Woodsen           | Connor Paolo                             | Eric is het broertje van Serena. Eric zit in een speciale kliniek, omdat hij in het verleden heeft geprobeerd zelfmoord te plegen. Hij wil zijn leven weer oppakken, maar dat gaat soms nogal moeilijk, omdat zijn moeder hem in de kliniek wil houden. | 1 - 3       | 32               |
| Isabel Coates                  | Nicole Fiscella                          | Isabel is Blairs loyale vriendin, die ook met haar blijft omgaan als Blair geen Queen Bee meer is. Ook is ze goede vrienden met Kati Farkas | 1, 2, 6     | 27               |
| Penelope Shafai                | Amanda Setton                            | Penelope is onderdeel van het groepje van Blair totdat zij haar onttroont als Queen Bee. Hierna is ze loyaal aan Jenny of Blair, het ligt eraan wat haar het beste uitkomt. | 1, 2, 4-6   | 19               |
| Eleanor Waldorf                | Margaret Colin, Florencia Lozano (Pilot) | Eleanor is een modeontwerpster en moeder van Blair. Ze is onlangs gescheiden van Harold Waldorf die een relatie begon met een mannelijk model van haar. In het tweede seizoen trouwt ze met Cyrus Rose, vader van Aaron Rose. | 1 - 6       | 18               |
| Bartholomew John 'Bart' Bass   | Robert John Burke                        | Bart is de vader van Chuck en was getrouwd met Lily van der Woodsen. Hij woont in het New York Palace Hotel waar hij ook eigenaar van is. Hij controleert de familie graag en heeft totaal geen interesse in het leven van Chuck. In het tweede seizoen komt hij om het leven bij een auto-ongeluk. | 1 - 3, 6    | 17               |
| Hazel Williams                 | Dreama Walker                            | Hazel is lid van de groep van Blair. Ze volgt de orders van Blair en Jenny op, net zoals Penelope. | 1, 2        | 14               |
| Nelly Yuki                     | Yin Chang                                | Nelly is Blairs academische rivaal omdat ze ook naar Yale wil. Ze raakt bevriend met Jenny Humprey maar wordt uiteindelijk onderdeel van het groepje van Blair. | 1, 2, 6     | 14               |
| Kati Farkas                    | Nan Zhang                                | Blairs loyale vriendin uit het groepje. Ze verdwijnt uit het groepje als haar ouders naar Israël emigreren. | 1           | 11               |
| Georgina Sparks                | Michelle Trachtenberg                    | Georgina is een oude vriendin van Serena die het slechtste in haar naar boven haalt. Als ze terugkomt en Serena chanteert grijpt Blair in en daardoor sturen haar ouders haar naar een christelijk heropvoedingskamp. In seizoen 2 komt ze terug om Serena te helpen, maar ze valt terug in haar oude gewoontes. | 1 - 6       | 10               |
| Howard 'The Captain' Archibald | Sam Robards                              | De vader van Nate die een fraudeur en cocaïneverslaafde is. Hij probeert zijn arrestatie te ontlopen door te vluchten naar de Dominicaanse Republiek. Als hij terugkeert naar New York geeft Nate hem de keuze om zichzelf aan te geven, dat doet hij dan ook | 1, 2, 4     | 8                |
| Scott Rosson                   | Chris Riggi                              | Scott is de biologische zoon van Rufus Humphrey en Lily van der Woodsen. Lily gaf hem op ter adoptie omdat ze nog niet klaar was voor een kind. Twintig jaar later gingen Rufus en Lily naar hem op zoek en zijn adoptieouders vertelden ze dat hij was omgekomen bij een auto-ongeluk. In de laatste aflevering van seizoen 2 heeft Scott het huis verlaten om naar New York te gaan, op zoek naar Rufus en Lily. Zijn adoptieouders denken dat hij in Portland naar school gaat. | 2, 3        | 6                |

## Overige personages
| Personage                   | Acteur                                              | Biografie | Seizoen(en) | Afleveringen (#) |
| --------------------------- | --------------------------------------------------- | --- | ----------- | ---------------- |
| Carter Baizen               | Sebastian Stan                                      | Carter is de rivaal van Nate en Chuck. Eerst ziet Nate hem als idool, dat verandert als Carter Nate geld afhandig maakt. Ook gaat hij naar het debutantenbal met Serena. | 1 - 3       | 10               |
| Anne Archibald              | Francie Swift                                       | De moeder van Nate. Haar bankrekeningen zijn bevroren nadat haar man voortvluchtig was. Ze heeft Blair haar verlovingsring beloofd als ze ooit eens met Nate gaat trouwen | 1, 2        | 6                |
| Aaron Rose                  | John Patrick Amedori                                | Aaron is een kunstenaar uit de galerie van Rufus. Hij krijgt een relatie met Serena maar die houdt niet lang stand. | 2           | 6                |
| Mevrouw Queller             | Jan Maxwell , Linda Emond (2 afleveringen)          | Mevrouw Queller is de rector van de meisjesschool Constance Billiard School. | 1, 2        | 6                |
| Jonathan Henry              | Matt Doyle                                          | Jonathan is de vriend van Eric van der Woodsen. Ook gaat hij veel om met Jenny Humphrey. | 2 , 3       | 6                |
| Allison Humphrey            | Susan Misner                                        | Allison is de ex-vrouw van Rufus en moeder van Dan en Jenny. Ze had een affaire met iemand in Hudson en als ze terugkeert naar huis laat ze Rufus de keuze maken tussen haar en Lily | 1           | 5                |
| Harold Waldorf              | John Sea                                            | Harold is de vader van Blair en ex-man van Eleanor. Tegenwoordig woont hij met zijn vriend in Frankrijk. | 1, 2        | 5                |
| Cyrus Rose                  | Wallace Shawn                                       | Cyrus is de vader van Aaron en de man van Eleanor Waldorf. Blair accepteert hem eerst niet als de man van haar moeder, maar later draait ze bij. | 2           | 5                |
| Poppy Lifton                | Tamara Feldman                                      | Poppy is een rijke societyvrouw. Ze spoort Serena aan om Queen Bee te worden en komt later in de serie terug als ze betrokken raakt in een oplichtingszaak met Gabriel. | 2           | 5                |
| Celia 'CeCe' Rhodes         | Caroline Lagerfelt                                  | CeCe is de moeder van Lily. In het verleden is zij de reden geweest voor de relatiebreuk tussen Lily en Rufus. Ook is ze niet blij met de keuze van Serena om een relatie met Dan te hebben en zorgt ervoor dat Carter Baizen haar date voor het debutantenbal wordt. In het tweede seizoen lijkt ze minder koud en manipulatief. | 1, 2        | 4                |
| Elise Wells                 | Emma Demar                                          | Elise is een vriendin van Jenny totdat ze buiten de groep valt. Hierna wordt Elise onderdeel van het groepje van Blair. | 1           | 4                |
| Lady Catherine Mason Beaton | Mädchen Amick                                       | Catherine had een affaire met Nate terwijl ze getrouwd was met de vader van Marcus Beaton. Ze verlaten het land als Blair dreigt bekend te maken dat Catherine een verhouding heeft met haar stiefzoon Marcus. | 2           | 4                |
| Lord Marcus Beaton          | Patrick Heusinger                                   | Een Britse Lord die een relatie begint met Blair onder een valse naam. Blair vindt vooral zijn titel enorm interessant. Hij verlaat het land als aan het licht komt dat hij een verhouding heeft met zijn stiefmoeder Catherine.                                                                                                  | 2           | 4                |
| Gabriel Edwards             | Armie Hammer                                        | Poppy's vriend die samen met haar probeert rijke mensen op te lichten. Hij heeft ook tijdelijk een relatie met Serena. | 2           | 4                |
| Agnes Andrews               | Willa Holland                                       | Agnes is model bij Eleanor en wordt vrienden met Jenny. Ze spoort haar aan om een eigen kledinglijn te beginnen. | 2           | 3                |
| Jack Bass                   | Desmond Harrington                                  | Jack is de broer van Bart en de oom van Chuck Bass. Hij neemt de leiding over van Bass Industrie wat Chuck niet bevalt. | 2,3,6       | 3                |
| Rachel Carr                 | Laura Breckenridge                                  | Rachel is lerares op school en wordt een vriendin van Serena. Ze wordt een rivaal voor Blair omdat ze geen hoge cijfers geeft. Als ze een relatie met Dan begint en dit uitlekt, betekent dit het einde van haar carrière op school.                                                                                              | 2           | 3                |
| William Vanderbilt          | James Naughton                                      | William is de vader van Anne Archibald en opa van Nate. Zijn wil is meestal wet en hij is zeer invloedrijk. | 2, 3        | 3                |
| Roman                       | William Abadie                                      | Roman is de vriend van Harold Waldorf. In het begin vindt Blair hem helemaal niets, maar na verloop van tijd ontstaat er een vriendschap tussen hen. | 1, 2        | 3                |
| Asher Hornsby               | Jesse Swenson                                       | Asher was de vriend van Jenny Humphrey. Hun relatie houdt geen stand doordat ze erachter komt dat Asher tegelijkertijd een relatie heeft met Eric van der Woodsen. | 1           | 2                |
| Elle                        | Kate French                                         | Elle is een kindermeisje die in Connecticut werkt en op zoek is naar Bart Bass, maar Chuck vindt om een uitnodiging te geven voor een apart en geheim genootschap. Later gebruikt ze Chuck om geld te krijgen om haar bestaan te ontvluchten.                                                                                     | 2           | 2                |
| Olivia Burke                | Hilary Duff                                         | Olivia is een filmster die een normaal leven probeert te leiden. Ze wordt de kamergenoot van Vanessa en krijgt een relatie met Dan. | 3           | 7                |
| Gabriela Adams              | Gina Torres                                         | Gabriele is de vrijgevochten moeder van Vanessa die in Vermont woont. Ze vindt het maar niets dat haar dochter naar een universiteit gaat. | 3           | 1                |
| Bree Buckley                | Joanna Garcia                                       | Bree is lid van de machtige Buckley-familie, ze krijgt een relatie met Nate. | 3           | 4                |
| Amalia                      | Benita Robledo                                      | Een volgeling van Blair op de universiteit. Ze is net als Blair afkomstig van een privéschool. | 3           | 6                |
| Celeste, Carmen & Jane      | Sarah Marable, Valentina de Angelis & Meg McCrossen | De nieuwe gemene meisjes die alles doen wat Jenny zegt. | 3           | 5                |
| Kira Abernathy              | Sarah Steele                                        | Jenny's rivale en Erics nieuwe vriendin die hij Queen van Constance probeert te maken. | 3           | 2                |
| Juliet Sharp                | Katie Cassidy                                       | Ze krijgt een relatie met Nate om Serena haar leven te verpesten omdat haar broer door S. in de gevangenis zit. Later komen we te weten dat dit door haar moeder, Lilly, komt. | 4           | 12               |